# Dynlärka
Dynlärka (Calendulauda erythrochlamys) är en fågel i familjen lärkor inom ordningen tättingar.

## Utseende och läte
Dynlärkan är en medelstor lärka med rundat huvud utan tofs och en något nedåtböjd näbb. Fjäderdräkten varierar geografiskt. I norr är ansiktet rent och svag ljus streckning syns endast på bröstet, medan i söder är ansiktsteckningen mer pregnant och bröstet kraftigare streckat. Färgen på ovansidan varierar också, från mestadels ljust skärbrun till beige till sandbrun, beroende på den marktyp som råder. Den något mindre och kraftigare tecknade karroolärkan har streckning ända ut i flankerna, vilket saknas hos dynlärkan. Sången består av en rullande serie med torra och raspiga klickande toner, följt av visslingar och drillar. 

## Utbredning och systematik
Dynlärkan förekommer i sydvästra Afrika utmed Namibias och västra Sydafrikas kust. Den delas in i fyra underarter med följande utbredning: 
- Calendulauda erythrochlamys barlowi – sydvästra Namibia från söder om floden Koichab (inåt landet från Lüderitz) österut till Aus
- Calendulauda erythrochlamys patae – kustnära sydvästra Namibia (Lüderitz) till nordvästra hörnet av Sydafrika
- Calendulauda erythrochlamys cavei – slätten innanför kusten i sydvästra Namibia till nordvästra Sydafrika (floden Holgat)
- Calendulauda erythrochlamys erythrochlamys – västcentrala Namibia mellan floden Kuiseb (Walvis Bay) och floden Koichab

Tidigare urskildes alla underarter utom nominatformen som den egna arten "törellärka" (C. barlowi).

## Levnadssätt
Dynlärkan hittas i sanddyner i Namiböknen, men även på mjuk sand i halvtorra områden i karroo och i kustnära buskmarker. Under häckningstid sjunger hanen från en sanddyn eller en busktopp, under våren även i en fladdrande sångflykt med djupa vingslag och hängande ben 10–30 meter ovan mark.

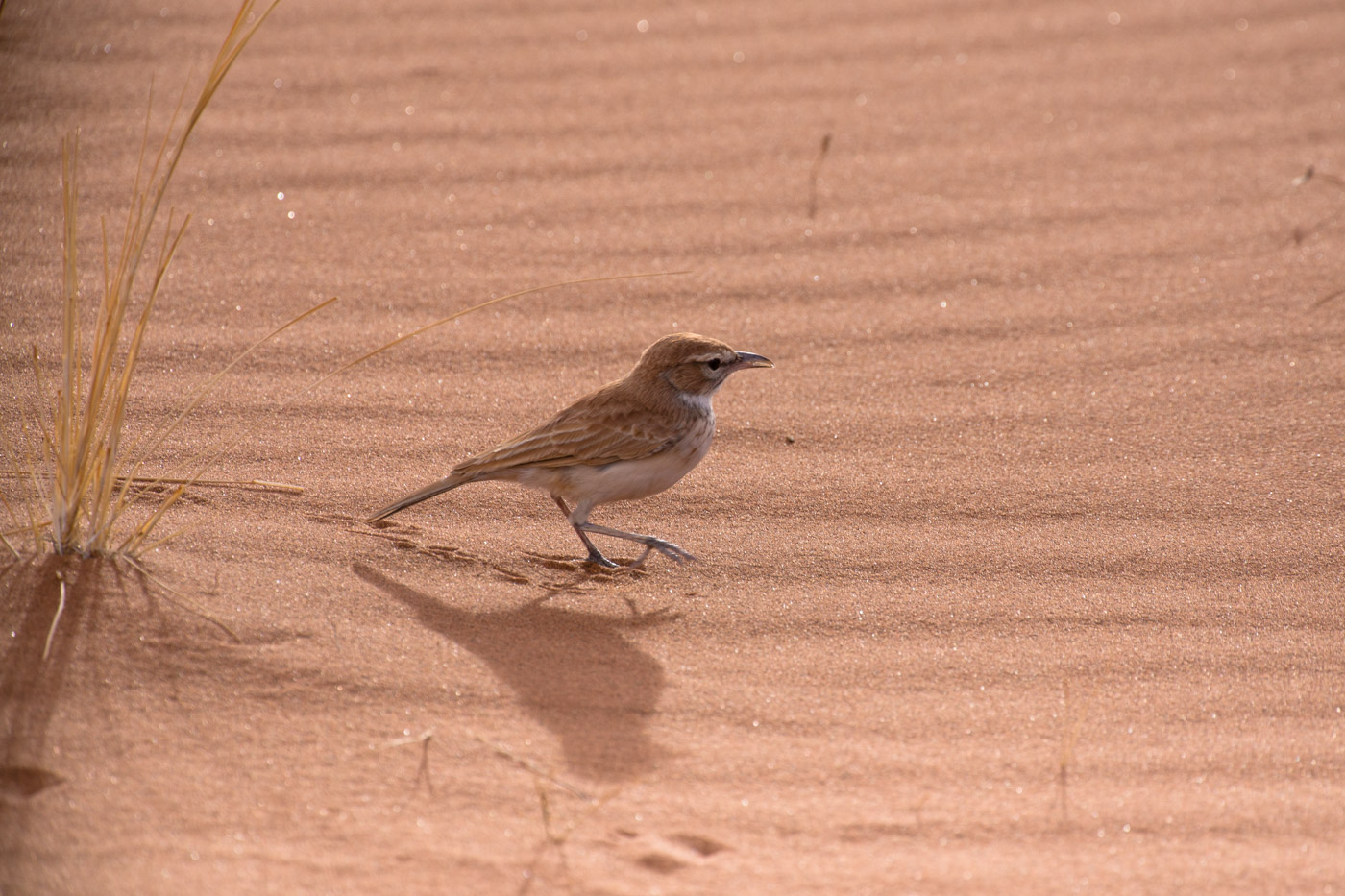

## Status
Arten har ett stort utbredningsområde och beståndet anses vara stabilt. Internationella naturvårdsunionen IUCN listar den därför som livskraftig (LC).